# 中根幸

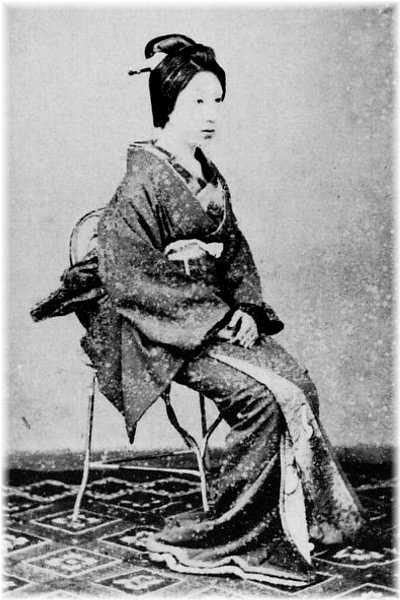
中根 幸

中根 幸（なかね さち、嘉永4年（1851年）頃 - 大正4年（1915年）12月29日）は、15代将軍・徳川慶喜の側室。

## 生涯
嘉永4年（1851年）頃、旗本・中根芳三郎（正丙）の娘として生まれ、後に旗本・成田新十郎の養女となり慶喜の側室となった。
慶喜との間には明治7年（1874年）に四男・徳川厚、明治9年（1876年）に四女・筆子（蜂須賀正韶夫人）、明治13年（1880年）に七女・浪子（松平斉夫人）、明治15年（1882年）に八女・国子（大河内輝耕夫人）、明治16年（1883年）に十女・糸子（四条隆愛夫人）、明治20年（1887年）に九男・徳川誠を出産。
明治維新後も慶喜の側室として仕えたのは、幸と新村信のみである。大正4年（1915年）12月29日、死去。墓所は東京都台東区にある谷中霊園。